# 格蘭傑 (愛荷華州)
格蘭傑（英語：Granger）是一個位於美國愛荷華州達拉斯縣和波爾克縣的城市。

## 地理
格蘭傑的座標為41°45′42″N 93°49′26″W / 41.76167°N 93.82389°W，而該地的平均海拔高度為271米（即889英尺）。

## 人口
根據2010年美國人口普查的數據，格蘭傑的面積為3.76平方千米，當中陸地面積為3.76平方千米，而水域面積為0.00平方千米。當地共有人口1244人，而人口密度為每平方千米330人。